# Flux turbulent

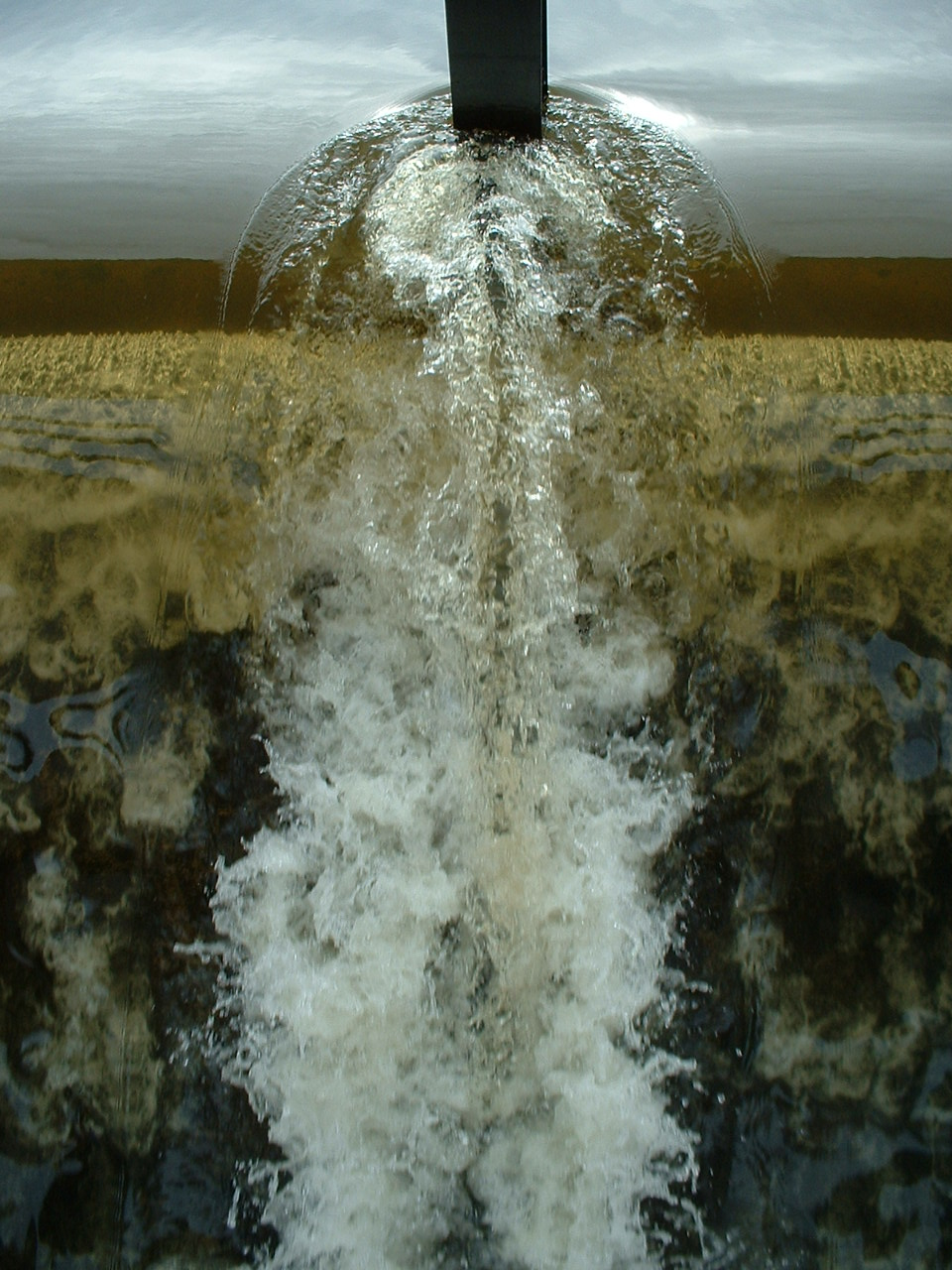
Flux turbulent

Dins l'entorn de mecànica de fluids, s'anomena flux turbulent o corrent turbulent el moviment d'un fluid que es dona en forma caòtica, en què les partícules es mouen desordenadament i les trajectòries de les partícules es troben formant petits remolins aperiòdics, com ara l'aigua en un canal de gran pendent. A causa d'això, la trajectòria d'una partícula es pot predir fins a una certa escala, a partir de la qual la seva trajectòria és impredictible, més precisament caòtica.
Una turbulència en la dinàmica de fluids és un règim fluid caracteritzat per canvis caòtics o estocàstics de les seves propietats. Això inclou un baix moment de difusió, un alt moment de convecció i una ràpida variació de la pressió i la velocitat en l'espai el temps. El premi Nobel Richard Feynman descriu la turbulència com "el problema més important sense resoldre's de la física clàssica." El flux que no és turbulent s'anomena flux laminar.

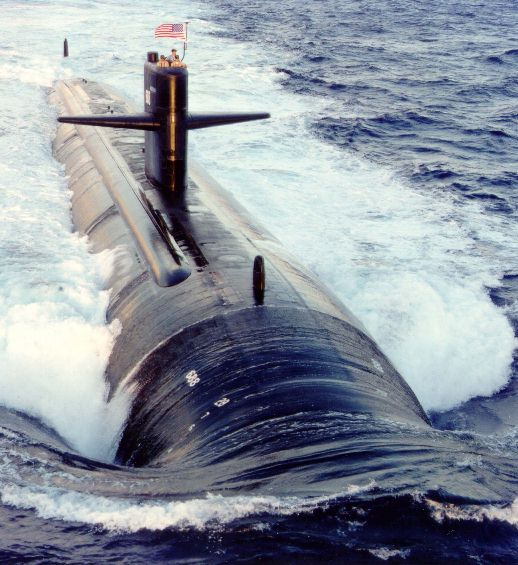
Flux laminar i turbulent de l'aigua

Les primeres explicacions científiques de la formació del flux turbulent procedeixen d'Andrei Kolmogórov i Lev D. Landau (teoria de Hopf-Landau), encara que la teoria modernament acceptada de la turbulència va ser proposada el 1974 per David Ruelle i Floris Takens.
Tot i que no hi ha cap fórmula que relacioni el nombre de Reynolds i la turbulència, els fluxos amb alt nombre de Reynolds passen a ser turbulents, mentre que els que el tenen baix normalment romanen laminars.

## Teories sobre el flux turbulent
Encara que les equacions de Navier-Stokes, que es remunten al segle xix, descriuen adequadament tant el flux laminar com el flux turbulent, el mecanisme concret de l'inici del moviment turbulent va continuar sent un misteri durant molt de temps. Experimentalment, s'havia vist que el flux turbulent semblava involucrar vòrtexs més i més petits cada vegada, però ja que els fluids estan fets d'àtoms tard o d'hora s'arribaria a escales atòmiques on no podrien existir aquests vòrtexs i, en aquest nivell de descripció, les equacions de Navier-Stokes no poden constituir una descripció vàlida.
Així, inicialment, el matemàtic francès Jean Leray, el 1934, va proposar la teoria que el moviment turbulent és un efecte macroscòpic de l'estructura atòmica. Les inexactituds en les dimensions atòmiques en les equacions de Navier-Stokes introduirien efectes no considerats en aquestes equacions, es propaguen a nivells més alts i això és el que veiem com a flux turbulent. En aquest moment, l'estructura atòmica estava molt de moda com a explicació i aquesta teoria va ser mantinguda durant algun temps fins que Landau i Hopf van proposar una idea més realista i experimentalment verificable.

### Teoria de Landau-Hopf
Menys d'una dècada després de la proposta de Leray, el 1944,  Lev Landau proposava una idea més concreta sobre l'inici de la turbulència. L'article de Landau començava així:
| «                 | Tot i que s'ha discutit extensament en la literatura el moviment turbulent, la veritable essència d'aquest fenomen encara no té la suficente claredat […] En opinió de l'autor, el problema pot aparèixer amb una nova llum si s'examina a fons el fenomen de la iniciació de la turbulència | » |
| — LD Landau, 1944 | |   |

Landau considerà la turbulència com el resultat d'un flux d'un fluid inicialment estable que adquireix un moviment addicional de vibració, i després un altre i un altre. Així, una turbulència podia ser inicialment un flux estable amb tres o quatre moviments periòdics superposats, i va idear un mecanisme pel qual, quan es provoca el flux totalment turbulent, el nombre de moviments periòdics es fa infinitament gran. El mecanisme bàsic de creació de les vibracions addicionals es coneix com a bifurcació de Hopf, en honor d'Eberhard Hopf. Per aquesta raó i perquè el mateix Hopf, el 1948, va proposar una teoria bastant més detallada sobre la proposta de Landau, aquesta teoria es va anomenar teoria de Hopf-Landau.
Un model simplificat de les equacions de Navier-Stokes, l'holandès Burgers de les equacions, que podia ser resolt explícitament, va mostrar que apareixia un flux turbulent segons la línia de Landau. Per aquesta raó, durant les tres dècades següents, la teoria de Hopf-Landau va ser acceptada i utilitzada àmpliament. Era simple i comprensible i era accessible mitjançant les tècniques clàssiques d'anàlisi de Fourier, de manera que permetia fer alguns càlculs aproximats. No obstant això, experiments detallats a la dècada de 1970 van provar que la teoria de Hopf-Landau no podia competir amb una teoria rival proposada inicialment pels dos matemàtics.

## Característiques de les fluctuacions turbulentes

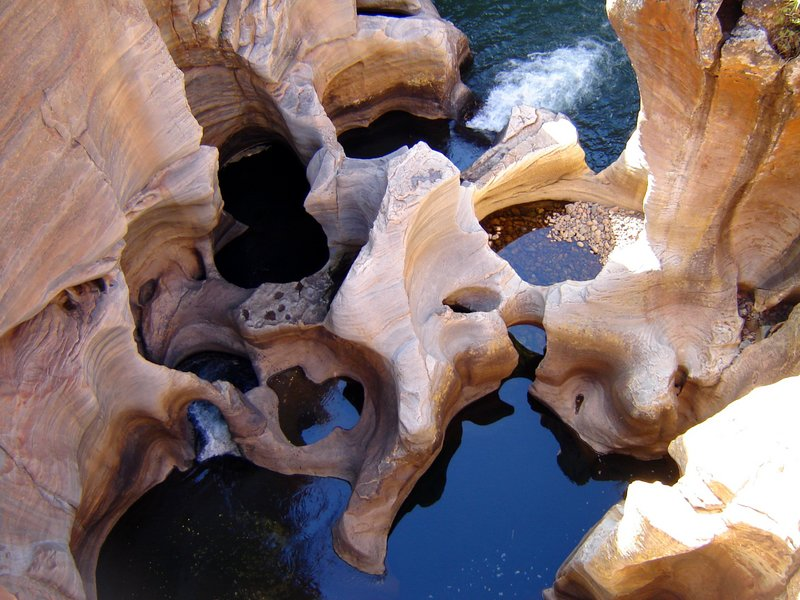
Marmites de gegant arrodonides per la turbulència de l'aigua que fa girar blocs i còdols també arrodonits, que van aprofundint i eixamplant aquestes marmites. Es tracta d'un exemple de turbulència pres de la dinàmica fluvial. No cal que les roques que vagin fent aquest treball erosiu tinguin una duresa superior a la del fons de la llera, ja que se sap per l'escala de Mohs que dues roques de la mateixa duresa es ratllen entre si, és a dir, es desgasten mútuament. Es tracta d'un riu a Sud-àfrica

La majoria dels fluids que es veuen a la naturalesa, així com en les aplicacions enginyerils, són turbulents. Conseqüentment, no es necessita cap comentari extens per emfatitzar que les simulacions numèriques dels fluxos turbulents són de gran importància per als científics, així com per a la comunitat enginyera. Fins i tot, tot i que molts fluxos turbulents poden ser fàcilment observats, és molt difícil donar una definició exacta i precisa de la turbulència. No obstant això, la majoria dels investigadors generalment concorden amb certes característiques presents als fluxos turbulents. Observarem aleshores el comportament turbulent d'un fluid en passar un cos esfèric i llistarem les característiques de la turbulència amb què s'està més d'acord.

### Impredictibilitat
La irregularitat del fluid quan el corrent se separa fa una descripció determinista del moviment, la qual es detalla com una funció de les coordenades del temps i l'espai impossibles. L'aleatorietat es mostra clarament, la qual és una característica de tots els fluxos turbulents. Això explica el perquè els mètodes estadístics són àmpliament considerats.

### Tridimensionalitat de les fluctuacions turbillonàries
El flux en passar l'esfera és òbviament tridimensional i altament inestable. Cal observar que la capa aigües avall que emana de la línia de separació al cilindre és una regió de fort i coherent remolí. En general, la dinàmica dels remolins juga un rol important en l'anàlisi dels fluxos turbulents.

### Difusivitat
L'extensió de les fluctuacions de velocitat esdevé més forta a mesura que la distància de separació augmenta. La difusivitat de la turbulència és una de les més importants propietats concernides per les aplicacions enginyerils (millora de la barreja, transferència de calor i massa).

### Ample espectre
Les fluctuacions turbulentes ocorren sobre un ampli rang d'escales de longitud i de temps excitades a l'espai físic, arribant fins a l'espectre de banda ampla en espai d'ona numèric.
| « | Per descriure quantitativament el moviment turbulent, cal introduir la noció de l'escala de la turbulència: Una escala precisa en temps i espai | » |

En altres paraules, la turbulència és un problema multiescala amb un gran enllaçament no lineal entre aquestes escales.

## La calor i la transferència d'energia cinètica
| És possible fer un model teòric per descriure el comportament d'un flux turbulent -en particular, les seves estructures internes? |

Quan el flux és turbulent, les partícules presenten moviment transversal addicional que augmenta la taxa de l'energia i l'impuls de canvi entre si, cosa que augmenta el coeficient de transmissió tèrmica, transferència de calor i el coeficient de fricció.
Suposem per un flux turbulent de dues dimensions que un era capaç de localitzar un punt específic en el líquid i mesurar la velocitat real v {\displaystyle v=\left({{v}_{x}},{{v}_{y}}\right)} de cada partícula que passa per aquest punt en un moment donat. Aleshores, podríem trobar la velocitat real fluctuant al voltant d'un valor mitjà:
{\displaystyle {{v}_{x}}=\underbrace {\overline {{v}_{x}}} _{\begin{smallmatrix}{\text{valor}}\\{\text{mitja}}\end{smallmatrix}}+\underbrace {{{v}'}_{x}} _{\text{fluctuacio}}{\text{ }}{\text{, }}{{v}_{y}}={\overline {{v}_{y}}}+{{{v}'}_{y}}}
i el mateix per a la temperatura {\displaystyle \left(T={\overline {T}}+{T}\right)} i la pressió {\displaystyle \left(P={\overline {P}}+{P}'\right)}, en què les quantitats preparades denoten fluctuacions superposades a la mitjana.
Aquesta descomposició d'una variable de flux a un valor mitjà i amb una fluctuació turbulenta va ser proposada originàriament per Osborne Reynolds el 1895, i és considerada com l'inici de l'anàlisi sistemàtica matemàtica de flux turbulent, com un subcamp de la dinàmica de fluids. Si bé els valors mitjans es prenen com a variables previsibles, determinats per les lleis dinàmiques, les fluctuacions turbulentes es consideren variables estocàstiques.
El flux de calor i transferència d'energia cinètica (representat per l'esforç tallant {\displaystyle \tau }) en la direcció normal al flux durant un temps determinat és:
{\displaystyle {\begin{aligned}&q=\underbrace {{{{v}'}_{y}}\rho {{c}_{P}}{T}'} _{\text{valor experimental}}=-{{k}_{\text{turb}}}{\frac {\partial {\overline {T}}}{\partial y}}\\&\tau =\underbrace {-\rho {\overline {{{{v}'}_{y}}{{{v}'}_{x}}}}} _{\text{valor experimental}}={{\mu }_{\text{turb}}}{\frac {\partial {\overline {{v}_{x}}}}{\partial y}}\\\end{aligned}}}

en què {\displaystyle {{c}_{P}}} és la calor [[]] capacitat a pressió constant, {\displaystyle \rho } és la densitat del fluid, {\displaystyle {{\mu }_{\text{turb}}}} és el coeficient de viscositat turbulenta [[]] i {\displaystyle {{k}_{\text{turb}}}} és la turbulenta tèrmica conductivitat.

## Turbulència en la meteorologia

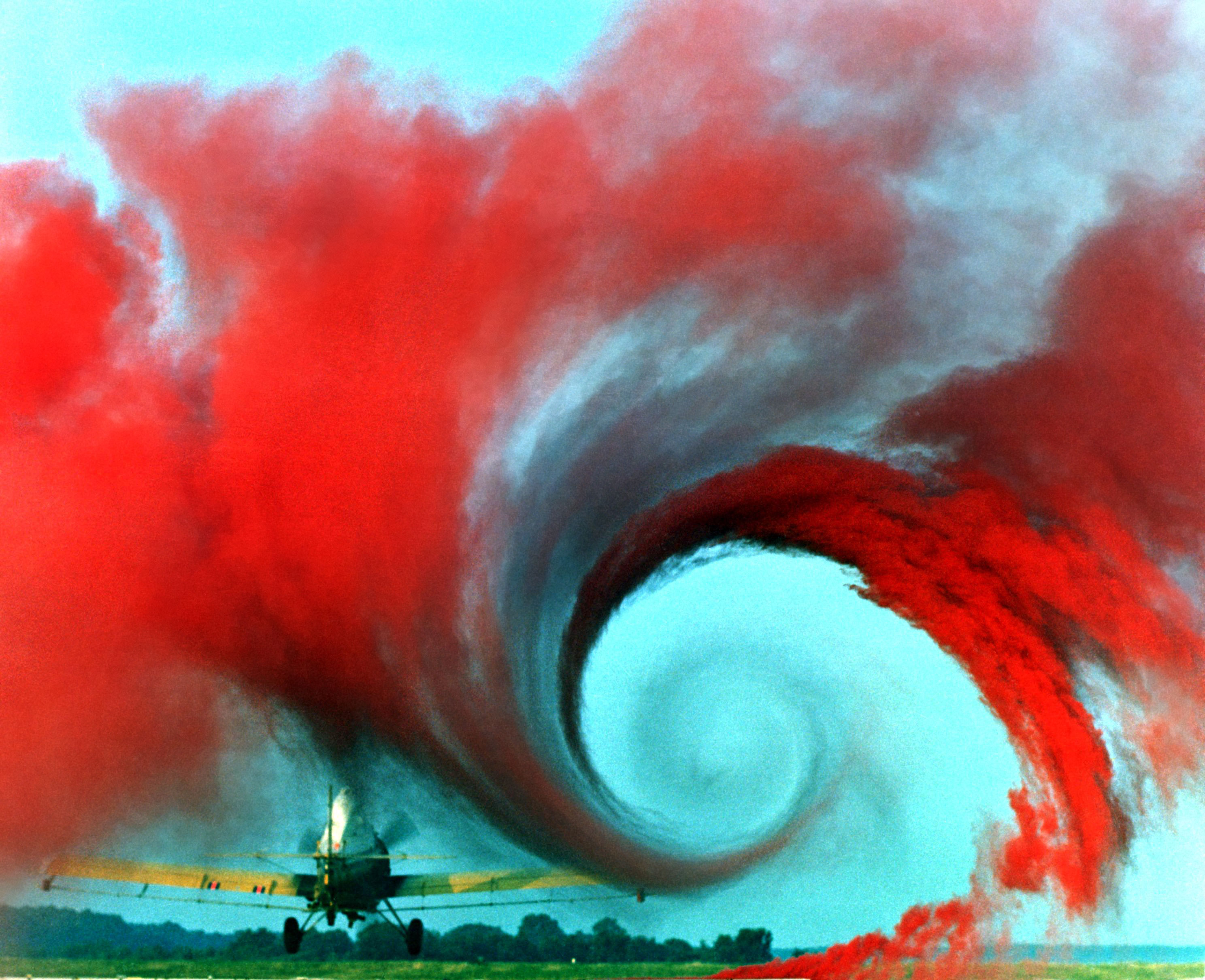
Turbulència en l'ala d'un avió

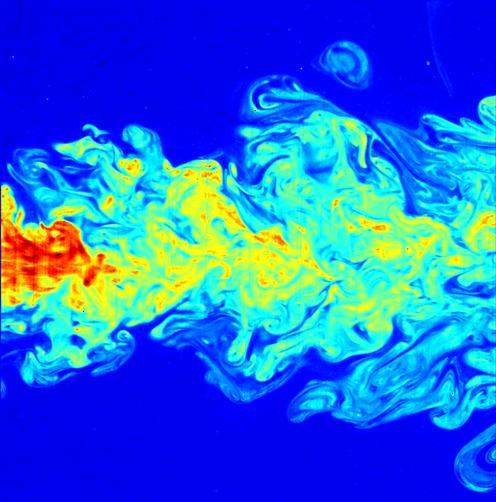
Visualització d'una turbulència

Una turbulència atmosfèrica és una agitació de l'atmosfera, que s'aprecia en una capa, propera a terra i de gruix variable, i es caracteritza per un canvi sobtat de direcció i intensitat del vent en una curta distància en sentit vertical. Freqüentment, es classifiquen les turbulències segons la causa que les origina:
- Turbulència mecànica, passa quan obstacles com ara una edificació, un terreny irregular o arbres intervenen amb el flux normal del vent.
- Turbulència convectiva, anomenada també turbulència termal, és un fenomen típic de les hores diürnes, amb bon temps, es forma pel pas d'aire fred sobre les masses d'aire calent o quan, per efecte de la radiació solar, el sòl escalfa les masses d'aire.
- Turbulència frontal, es genera al pas d'un front fred que es desplaça ràpidament, ocasiona ràfegues de fins a 1000 '/ m i se la coneix també com a ràfegues prefrontals.

Alguns tipus comuns de turbulència són:
- Estela turbulenta, es produeix per la diferència entre l'intradós i l'extradós del perfil alar formant aquest fenomen. (Ex.: imatge de l'aeronau mostrada a la figura de dalt.)
- Turbulència d'aire clar o les seves sigles en anglès CAT (Clear Air Turbulence): tipus de turbulència severa, que passa a partir dels 15.000 peus; les seves característiques són: sense indicacions físiques com pols, partícules, etc. Ocorre per la interacció de diferents capes d'aire amb diferents velocitats associades a corrents convectius que s'associen amb uns tipus de vents anomenats Jetstream.

- Ones de muntanya: és causat principalment per turbulència orogràfica de l'aire davant d'un flux laminar del costat de sobrevent (davant de la muntanya) al costat de sotavent (rere de la muntanya), el qual es forma turbulentment creant aquest tipus d'ones; aquest tipus de fenomen requereix vents majors als 20 nusos perquè es formi.

Segons la intensitat de la turbulència es fa la classificació següent:
Tipus velocitat càrrega variació
Lleugera: 5 a 14/09 nusos 0.20 g - 0.49 g 300 '- 1199'
Moderada: 15 a 24.9 nusos 0.5 g - 0.99 g 1200 '- 2099'
Severa: > a 25 nusos 1.0 g - 1.99 g 2100 '- 2999'
Extrema: ------------→ 2.0> a 3000 '

## Exemples de turbulència
- El fum que surt d'una cigarreta en els primers centímetres roman laminar i passa més amunt a ser turbulent i inestable, de forma similar a com ho fa la contaminació atmosfèrica.
- La barreja pel vent d'aire càlid i fred de l'atmosfera causa turbulència d'aire clar que s'experimenta en el vols dels avions.
- La majoria de la circulació atmosfèrica terrestre.
- Les condicions de flux de molts dels equipaments industrials, com per exemple les canonades, i màquines com ara els motors de combustió interna.
- El flux extern de molts tipus de vehicles com són els cotxes, avions, vaixells i submarins.